# We Can Do It!

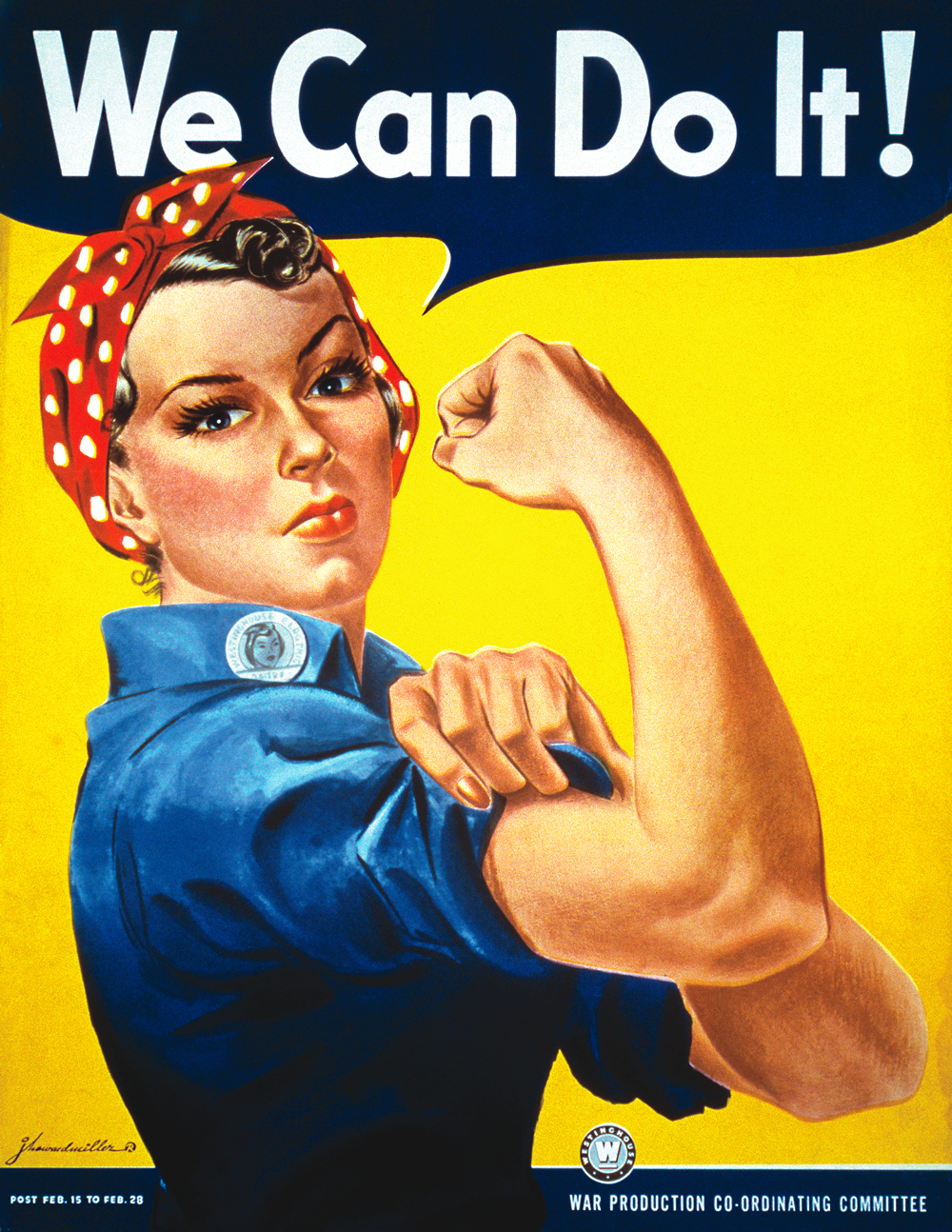
Afiche de la propaganda We Can Do It! ('¡Podemos hacerlo!'), de la compañía Westinghouse Electric

We Can Do It! ('¡Podemos hacerlo!') es un cartel de propaganda estadounidense de la Segunda Guerra Mundial, creado por J. Howard Miller en 1943 para Westinghouse Electric, como una imagen inspiradora para levantar la moral de las trabajadoras. Se piensa generalmente que el cartel está basado en una fotografía en blanco y negro de un servicio de cable, tomada a una trabajadora de una fábrica de Míchigan llamada Naomi Parker Fraley, que fue quien realmente inspiró la imagen, aunque se pensó durante décadas que la modelo era Geraldine Doyle por atribución de la imagen por parte de ésta.
El cartel fue visto muy poco durante la Segunda Guerra Mundial. Fue redescubierto a comienzos de la década de 1980 y ampliamente reproducido en muchas formas, a menudo llamado "We Can Do It!" pero también conocido como "Rosie the Riveter", y en donde se representa la figura emblemática de una fuerte trabajadora de la producción en el periodo de la guerra. Esta imagen "We Can Do It!" fue utilizada para promover el feminismo y también para otras cuestiones políticas a partir de la década de 1980. Asimismo, la imagen fue portada de la revista Smithsonian en 1994, y también se convirtió en un sello postal de primera clase de Estados Unidos en 1999. Además, fue incorporada a partir del año 2008 en materiales de campaña de varios políticos estadounidenses, y también fue reelaborada por un artista en el año 2010 para celebrar a la primera mujer en convertirse en Primera ministra de Australia. El cartel es una de las diez imágenes más solicitadas en los Archivos Nacionales y Administración de Documentos de los Estados Unidos.
Después de su redescubrimiento, los observadores a menudo asumieron que la imagen siempre se utilizó como una llamada a inspirar a las trabajadoras a unirse al esfuerzo de guerra. Sin embargo y durante la guerra, la imagen fue estrictamente interna de la empresa Westinghouse, y mostrada solamente en febrero de 1943, y no fue usada para la contratación, sino para exhortar a las mujeres ya contratadas a trabajar más duro. Las feministas y otros grupos, también han aprovechado su actitud edificante y mensaje evidente, para rehacer la imagen en muchas variadas formas, incluyendo el autoempoderamiento, campañas de promoción, publicidad, y parodias.

## Galería de imágenes derivadas, similares, o relacionadas
|                  |
| Imagen original. |

|                                                                            |
| Afiche de un taller de wikiedición en Bombay (India), 31 de enero de 2013. |

| |
| Tres trabajadoras montando una sección de ala de avión, en la empresa Consolidated Aircraft Corporation, octubre de 1942. |

| |
| Mujeres trabajando en un bombardero de la Douglas Aircraft Company, Long Beach, California, octubre de 1942. |

|                                                                                        |
| Mujer trabajando en la planta de la compañía Douglas Aircraft, Long Beach, California. |

| |
| Mujeres en una fábrica de aviones de la costa oeste, Estados Unidos, donde el cambio de turno de los operadores estaba compuesto casi enteramente por mujeres, mayo de 1942. |